# Gustav-Adolf von Zangen
Gustav-Adolf von Zangen (7 de Novembro de 1892 – 1 de Maio de 1964) foi um general alemão da Wehrmacht durante a II Guerra Mundial e comandante do 15.º Exército na Holanda em 1944. Foi condecorado com a Cruz de Cavaleiro da Cruz de Ferro com Folhas de Carvalho da Alemanha Nazi.
Nascido em 1892, Zangen entrou para o exército e serviu durante a Primeira Guerra Mundial, tendo recebido a Cruz de Ferro. Durante a II Guerra Mundial, comandou a 17.ª Divisão de Infantaria na Frente Oriental, um Corpo em França em 1943, e um destacamento do Exército na Itália, antes de ser nomeado para o comando do 15.º Exército na Frente Ocidental. Tendo ocupado Pas-de-Calais durante a campanha de 1944 em França, Zangen foi forçado a evacuar o seu exército, em conjunto com outras divisões, ao longo de todo o rio Escalda para a ilha de Walcheren e Sul-Beveland.
Ali, foram atacados durante a Batalha do Escalda (2 de Outubro-8 de Novembro de 1944). Zangen atacou com a sua força o avanço dos Aliados em direcção à Holanda. Em 24 de Outubro de 1944, o seu quartel-general em Dordrecht foi bombardeado pela RAF. Durante a Ofensiva das Ardenas, iniciada a 16 de Dezembro de 1944, o 15.º Exército foi encarregado de manter os britânicos e as forças dos EUA a norte do Bulge (ver também Operação Blackcock, Operação Granada.). Zangen rendeu-se em Abril de 1945, na Bolsa do Ruhr. Morreu em 1964 em Hanau.

## Prémios e condecorações
- Cruz de Ferro (1914) de 2.ª Classe (13 de Setembro de 1914) e de 1.ª Classe (19 de Março de 1915).[1]
- Cruz de Ferro (1939) de 2.ª Classe (9 de Novembro de 1939) e de 1ª Classe (15 de Maio de 1940).
- Cruz de Cavaleiro da Cruz de Ferro com Folhas de Carvalho
  - Cruz de Cavaleiro em 15 de Janeiro de 1942, Oberst e comandante do Regimento de Infantaria 88.[2]
  - 647.ª Folhas de Carvalho, em 5 de Novembro de 1944, como General der Infanterie e comandante interino do 15.º Exército.[3]